# Oude Nederlandse Kerk van Sleepy Hollow

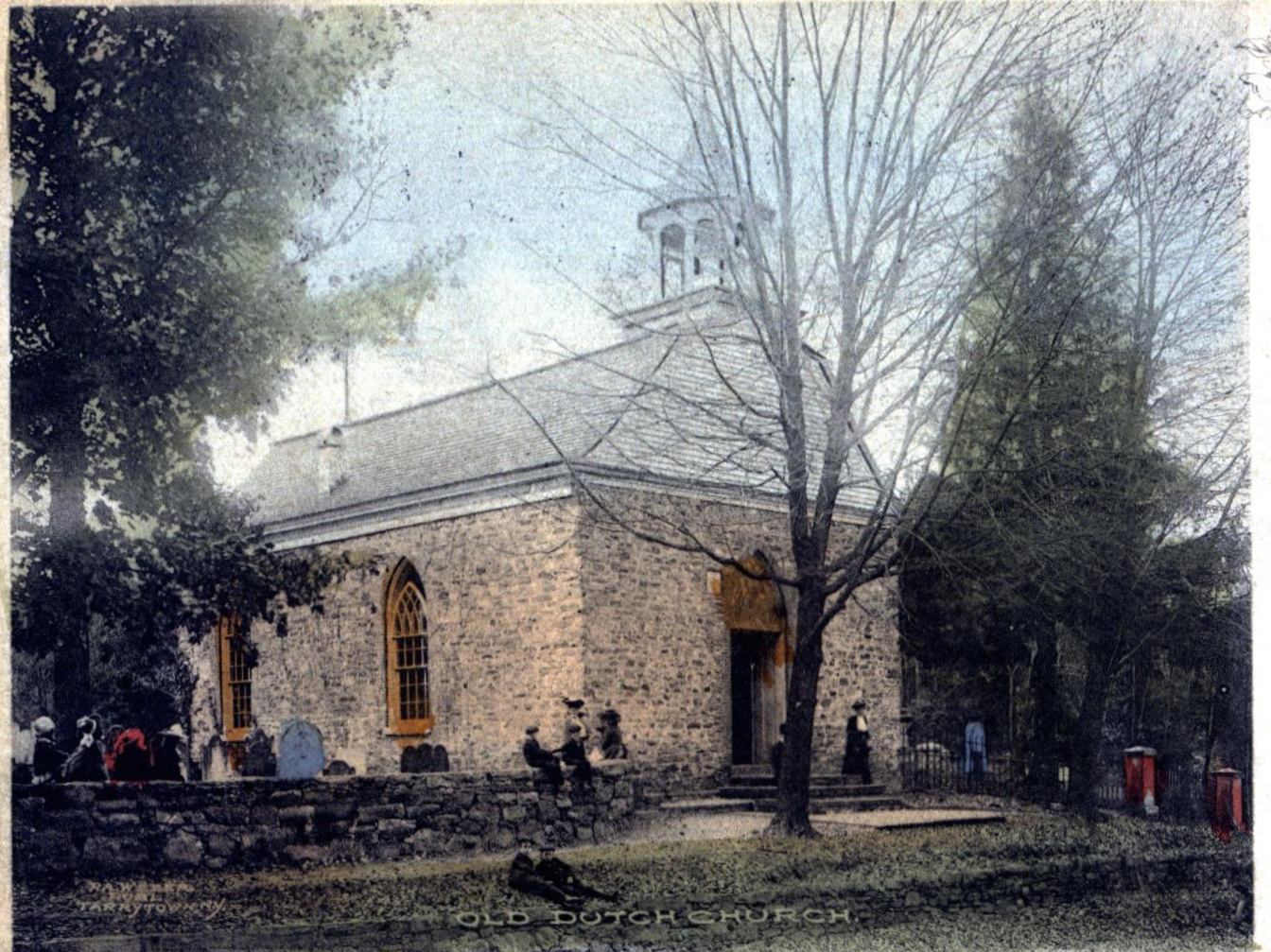
Foto uit 1907.

De Oude Nederlandse Kerk van Sleepy Hollow ook bekend als de Nederlandse Hervormde Kerk, is een 17e-eeuwse kerk met bijbehorend kerkhof, gelegen in Sleepy Hollow in de staat New York, Verenigde Staten. De kerk met zijn 12 hectare omringende grond, komt prominent voor in Washington Irvings korte verhaal The Legend of Sleepy Hollow. Het bouwwerk is een van de oudste gebouwen in de staat New York, gebouwd door Nederlandse emigranten.

## Geschiedenis
Frederick Philipse, heer van Philipse Manor, was eigenaar van het uitgestrekte land vanaf Spuyten Duyvil in de The Bronx tot aan de Croton Rivier. Nadat hij trouw had gezworen aan de Engelse gezagsdragers in de streek en zij hem het ambachtsheerschap hadden gegeven, begon hij met de bouw van de Oude Nederlandse Kerk in Sleepy Hollow. Hij financierde dit project volledig zelf, maar de bouw verliep erg langzaam en de kerk werd pas in 1685 volledig voltooid.
De muren van de kerk zijn ongeveer twee voet dik (60 cm) en werden vervaardigd uit naburig gelegen veldstenen.
De kleine in Nederland gemaakte luidklok uit 1685 hangt nog steeds in de open torenspits. Op de klok staat een inscriptie met een tekst uit het Bijbelboek Romeinen, 8:31, "Si Deus Pro Nobis, Quis Contras Nos" (Als God voor ons is, wie kan dan tegen ons zijn?)